# Stirling
Stirling(スターリング)は、Windowsプラットフォーム上で動作するバイナリエディターである。

## 概要
同ソフトウェアは、後藤和重によって新たな定番となることを目指して開発され、初版公開当初の時点(1998年8月25日)で、日本語圏の同種と比べて他に類を見ない豊富な機能を揃えていた。
1999年6月23日公開のVer1.31が最終版である。同年12月17日にウェブサイトに開発停滞が報告され、開発が終了した。しかし、その後20年以上が経過しても、同ソフトウェアは多くの書籍やWebサイトでWindows用バイナリエディターの定番として紹介されている。

## 機能
バックアップの自動生成
ファイルを編集して上書き保存する場合に自動的に元のファイルのバックアップも生成する
同期スクローリング
複数のファイルを開いている場合に一つをスクローリングさせると他方に対しても同様の操作を自動的に行う
差分を視覚的に把握できる
位置のマーク付け
本に栞を挟むように飛び先位置をマーキングする
ビットイメージ変換表示
バッファー全体を色分けしたビットイメージで表示する
視覚的にデータ構造を把握し易くなる
構造体表示
データを構造体として表示する
データ解析が容易になる。

## サポートOS
最終版のVer.1.31がサポートしているOSは、Windows 95/98/NT 4.0のみである。
それ以外のOSでの動作はサポートされていないが、ベクターが各OSでの動作報告を募っていた。
- ヘルプファイルは、WinHelpフォーマットで提供されているため、Windows Vista以降のOSで標準機能では表示できない。
- 配布ファイルは、LZHフォーマットで圧縮されているため、Windows 10 Creators Update以降のOSで標準機能では解凍できない。

## 註釈
1. ↑  そのウェブサイトも2001年末には閉鎖された。
2. ↑  ただし、ユーザーが型(バイト数)やシンボル名などを予め定義しておく必要がある。